# Špiro Guberina
Špiro Guberina (Šibenik, 1. ožujka 1933. – Zagreb, 27. studenoga 2020.) bio je hrvatski kazališni, televizijski i filmski glumac.

## Životopis
Kao srednjoškolac nastupao je u komedijama i operetama u Narodnom kazalištu u Šibeniku. Diplomirao je 1970. godine na Akademiji dramske umjetnosti u Zagrebu, gdje je bio u stalnom angažmanu u HNK u Zagrebu od 1958. do umirovljenja 1999. godine. S jednakim je uspjehom igrao i kazališne, filmske i televizijske uloge, ističući se u karakternoj komici utemeljenoj na specifičnom govoru.
Izniman je uspjeh ostvario u djelima Ranka Marinkovića, Ive Brešana i Marina Držića, a nastupao je i na radiju te u televizijskim dramama i serijama: Divac (I. Raos, Prosjaci i sinovi), Strikan (M. Smoje, Velo misto), Očenašek (V. Majer, Dnevnik Očenašeka). Godine 1997. osnovao je Mali hrvatski teatar "Kiklop", koji je otvorio monodramskim kolažem Majmunska posla. Dobitnik je Nagrade "Vladimir Nazor" za životno djelo (2011.) i Nagrade hrvatskog glumišta za životno djelo (2014.).
Proslavio se ulogom Joze Škovacina u serijalu Velo misto. Preminuo je 27. studenoga 2020. u 88. godini života u Zagrebu.

## Filmografija

### Televizijske uloge
- "Libar Miljenka Smoje oli ča je život vengo fantažija" kao gost dokumentarnog serijala (2012.)
- "Larin izbor" kao ribar Šime (2012.)
- "Loza" kao Prošpero Radovani (2011. – 2012.)
- "Periferija city" kao Piljov ujak (2010.)
- "Dome slatki dome" kao Vinko Majstorović (2010.)
- "Najbolje godine" kao biskup (2009.)
- "Stipe u gostima" kao Mate (2008.)
- "Kazalište u kući" kao gospodin Marijanović (2006.)
- "Cimmer fraj" kao Ante (2006.)
- "Naša mala klinika" kao Edmund Barnabas (2006.)
- "Balkan Inc." kao udovac Čića (2006.)
- "Novo doba" kao lektor (2002.)
- "Kontesa Dora" kao majstor (1993.)
- "Tuđinac" kao seljak (1990.)
- "Dosije" (1986.)
- "Putovanje u Vučjak" kao Matek (1986.)
- "Realizam u srpskoj književnosti XIX. stoljeća" (1985.)
- "Nepokoreni grad" kao August Čilić (1982.)
- "Velo misto" kao Jozo Škovacin (1980. – 1981.)
- "Jelenko" kao Mate (1980.)
- "Dan pobjede" (1978.)
- "Nikola Tesla" kao John (1977.)
- "Zlatna nit" kao Špiro Špula (1976.)[5]
- "Muka svete Margarite" kao plemić (1975.)
- "Vrijeme ratno i poratno" (1975.)
- "Čovik i po" kao Frano (1974.)
- "U registraturi" kao Rudimir Bombardirović Šajaukovski (1974.)
- "Ča smo na ovon svitu" kao Špiro Bello (1973.)
- "Izdanci iz opaljenog grma" kao mađarski oficir (1972.)
- "Klupa na Jurjevskom" kao Joža (1972.)
- "Prosjaci i sinovi" kao Divac (1972.)
- "Diogenes" (1971.)
- "Veliki i mali" (1970.)
- "Fiškal" (1970.)
- "Dnevnik Očenašeka" kao Očenašek (1969.)
- "Čupavko" kao čuvar (1968.)
- "Maratonci" kao Perica (1968.)

### Filmske uloge
- "Osmi povjerenik" kao Barzi (2018.)
- "U čemu je kvaka?" kao djed (2016.)
- "Proljeće života" kao profesor (2016.)
- "Šegrt Hlapić" kao stari mljekar (2013.)
- "O požudi i srcu" kao Tom (2013.)
- "Larin izbor: Izgubljeni princ" kao ribar Šime (2012.)
- "Iris" kao recepcionar (2012.)
- "Bella Biondina" kao Mate Kvasina (2011.)
- "I galebovi su se smijali" (2005.)
- "Cappuccino zu Dritt" kao Aldo Boldini (2003.)
- "Tu" kao Tonko (2003.)
- "Starci" (2001.)
- "Posljednja volja" kao svećenik (2001.)
- "Transatlantik" (1998.)
- "Kanjon opasnih igara" kao Barle (1998.)
- "Agonija" kao stari general Saint Firmin (1998.)
- "Parizi-Istra" (1991.)
- "Krhotine" kao poštar Stipe Perković (1991.)
- "Tajna starog mlina" (1991.)
- "Školjka šumi" (1990.)
- "Buža" kao Vito (1988.)
- "Rasprodaja" kao profesor šumarstva (1988.)
- "Neka čudna zemlja" kao ministar unutrašnjih poslova (1988.)
- "Ni u moru mjere, ni u ženi vjere" (1985.)
- "Tajna starog tavana" kao Marko Pivac (1984.)
- "Dundo Maroje" kao Sadi (1983.) – TV-kazališna predstava
- "Sustanar" (1982.)
- "Servantes iz Malog Mista" kao Galileo (1982.)
- "Ucjena" (1982.)
- "Maškerata" (1981.)
- "Ivan Goran Kovačić" kao glumac (1979.)
- "Kupac smrdljivih sireva" kao kupac sireva (1978.)
- "Znanstveno dopisivanje" (1978.)
- "Tomo Bakran" kao Matek (1978.)
- "Ćutanje profesora Martića" (1978.)
- "Istarska rapsodija" kao Roko (1978.)
- "Bombaški proces" kao Cesar (1977.)
- "Čovik i arhitektura" kao meštar Paško (1977.)
- "Profesor latinskoga" kao profesor latinskoga (1977.)
- "Đovani" kao Pepur (1976.)
- "Reakcionari" (1975.)
- "Djevojčica koja nije znala ni kravu pomusti" (1975.)
- "Zec" kao Franc (1975.)
- "Kad puške miruju" (1975.)
- "Kapetan Mikula Mali" kao kapetan Dida (glas) (1974.)
- "Ljetni dan na otoku" kao Pilipenda (1973.)
- "Timon" (1973.)
- "Golgota" (1973.)
- "Ljetni dan na otoku" (1973.)
- "Kipić" kao Žarkov prijatelj Zoki (1972.)
- "Moji dragi susjedi" (1972.)
- "Moj ujak čudo od djeteta" (1970.)
- "Moji dragi dobrotvori" kao poštar Jeronim (1970.)
- "Dobro lice" (1970.)
- "Ne diraj u zečje uši" (1970.)
- "Ta dobra duša" (1970.)
- "A u pozadini more" (1969.)
- "Lisice" kao Luka (glas) (1969.)
- "Američka jahta u Splitskoj luci" kao Kekov stric Konte Mome (1969.)
- "Mali noćni zmajevi" (1968.)
- "Poštanski sandučić" (1968.)
- "Posljednji Stipančići" (1968.)
- "Agent iz Vaduza" (1968.)
- "Sjenke" (1968.)
- "Crne ptice" kao lakrdijaš (1967.)
- "Ladanjska sekta" (1967.)
- "Đavolji rep" (1967.)
- "Pred odlazak" (1967.)
- "Prikupljanje hrabrosti" kao Pinko (1966.)
- "Pisar Bartleby" kao Bartleby (1966.)
- "Mirotvorci" (1966.)
- "Figarova ženidba" (1965.)
- "Ratna noć u muzeju Prado" (1965.)
- "Gospodin Fulir" (1964.)
- "Doktor Knok" (1964.)
- "Posljednji vitezovi" (1963.)
- "Nasljednici putuju zajedno" (1962.)
- "Skerco za Marula" (1962.)
- "Svečanost" kao krojač (1961.)
- "Kota 905" kao policajac (1960.)
- "Natječaj za crnu priču" (1960.)
- "Oko božje" (1960.)
- "Šest sati ujutro" kao Plavi (1959.)

### Sinkronizacija
- "Mune: Čuvar mjeseca" kao Yule (2015.)
- "Asterix protiv Cezara" kao Obelix (stara sinkronizacija iz studija Zagrebačka Televizija) (1989.)

## Nagrade i priznanja
- 2012. – Nagrada Vladimir Nazor za životno djelo[6]
- 2014. – Nagrada hrvatskog glumišta za životno djelo

## Vanjske poveznice
- Špiro Guberina u internetskoj bazi filmova IMDb-u (engl.)